# Губерт Нордгаймер
Губерт Нордгаймер (нім. Hubert Nordheimer; 3 лютого 1917, Міршковіц — 2 травня 1997, Екернферде) — німецький офіцер-підводник, капітан-лейтенант крігсмаріне, фрегаттен-капітан бундесмаріне.

## Біографія
3 квітня 1936 року вступив на флот. З грудня 1938 року — ад'ютант в 5-му навчальному дивізіоні корабельних гармат. З грудня 1939 року — кадетський офіцер на легкому крейсері «Емден». З жовтня 1940 по березень 1941 року пройшов курс підводника. З 17 травня 1941 року — 1-й вахтовий офіцер на підводному човні U-206. В листопаді-грудні 1941 року пройшов курс командира човна. З 30 січня по 14 травня 1943 року — командир U-237, з 28 липня 1943 року — командир U-990, на якому здійснив 4 походи (разом 68 днів у морі). 25 лютого 1944 року потопив британський есмінець «Махратта» водотоннажністю 1920 тонн; 220 з 236 членів екіпажу загинули. 24 травня 1944 року взяв участь в порятунку вцілілих членів екіпажу U-476, потопленого британським летючим човном «Каталіна»; 34 члени екіпажу загинули, 21 були врятовані. Наступного дня U-990 був потоплений в Норвезькому морі північно-західніше Тронгейма (65°05′ пн. ш. 07°28′ сх. д.) глибинними бомбами британського бомбардувальника «Ліберейтор». 20 членів екіпажу загинули, 33 (включаючи Нордгаймера) були врятовані; з 21 членів екіпажу U-476 вціліли 18. З 10 жовтня 1944 по 7 травня 1945 року — командир U-2512.

## Звання
- Кандидат в офіцери (3 квітня 1936)
- Морський кадет (10 вересня 1936)
- Фенріх-цур-зее (1 травня 1937)
- Оберфенріх-цур-зее (1 липня 1938)
- Лейтенант-цур-зее (1 жовтня 1938)
- Оберлейтенант-цур-зее (1 жовтня 1940)
- Капітан-лейтенант (1 квітня 1943)

## Нагороди
- Залізний хрест 2-го і 1-го класу
- Нагрудний знак підводника